# 구루메번

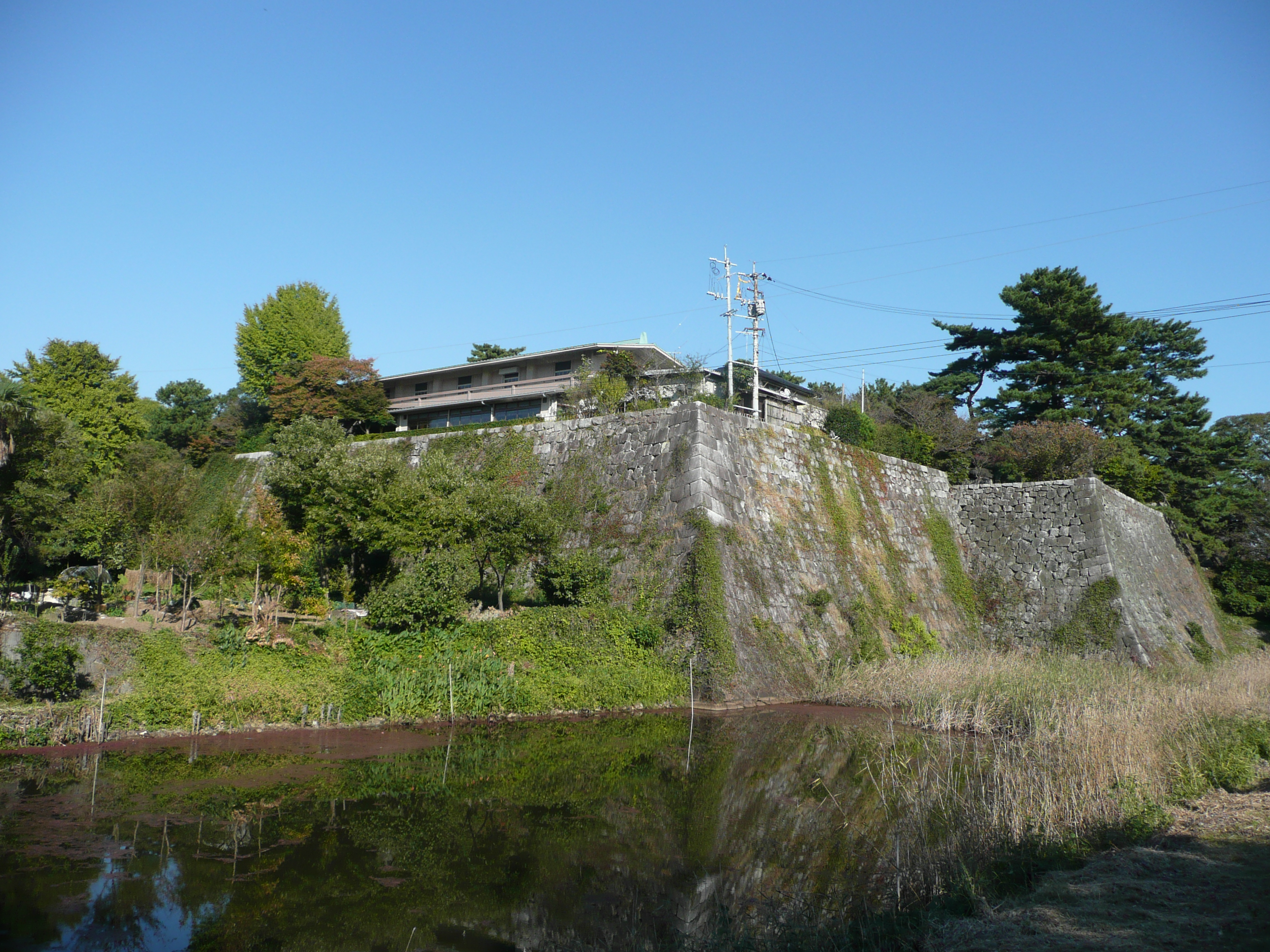
구루메성 유적, 2010년 11월 4일

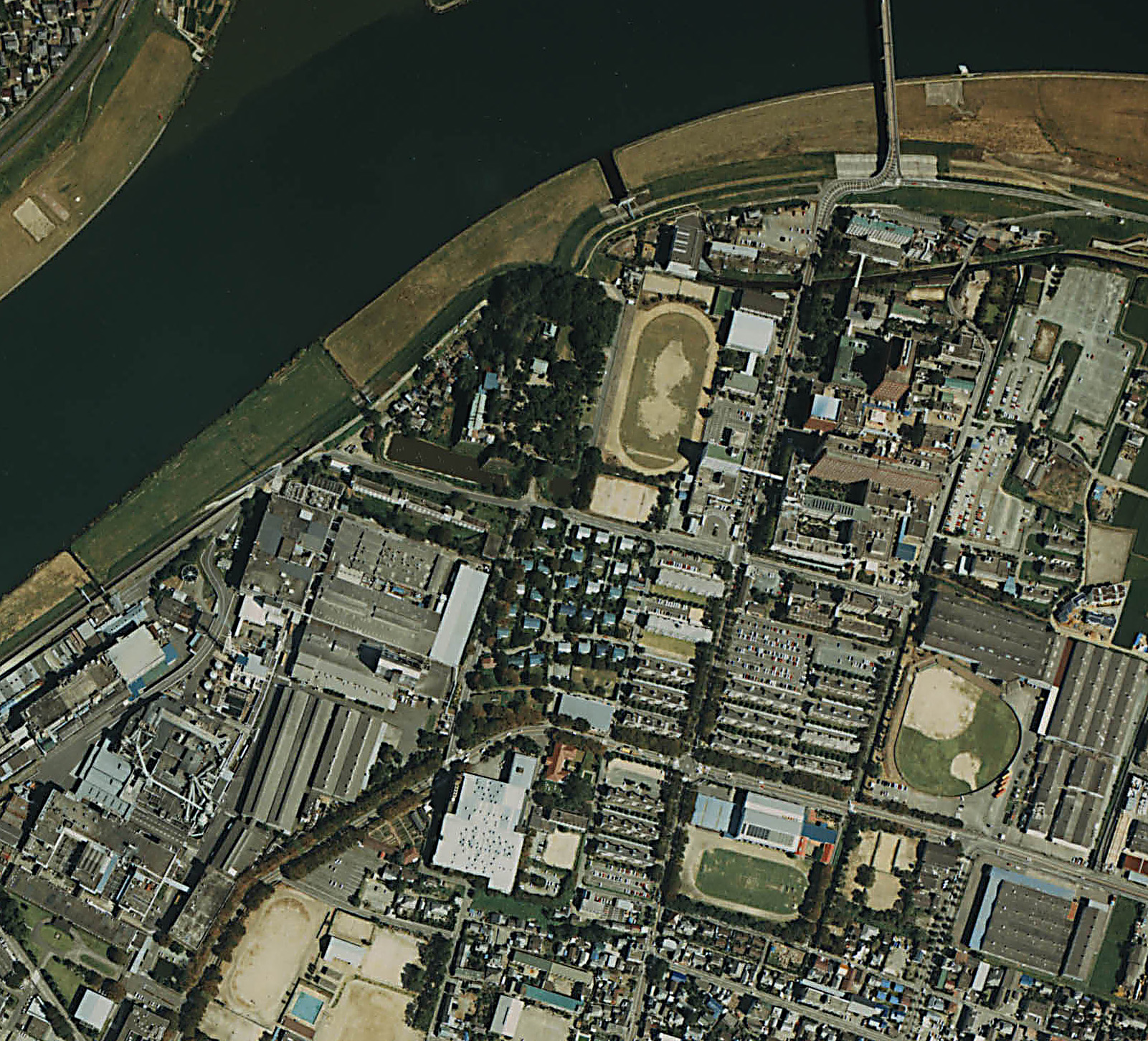
구루메성 인공위성 사진

구루메 번(일본어: 久留米藩 쿠루메한[*])은 지쿠고국 미이군의 구루메성(현재의 후쿠오카현 구루메시)에 번청을 두었던 번이다. 1620년 이후부터 막말까지 셋쓰 아리마씨가 영주를 맡아 21만석을 소유했다. 베 번(米藩)이라고도 불린다.

## 번의 역사
구루메 지역은 헤이안 시대 말기인 1164년 조칸 2년, 히젠국 사람인 구사노씨(草野氏)가 현재의 구루메시 구사노 정(옛 야마모토군 구사노)에 들어간 이래 센고쿠 시대가 끝날 때까지의 약 400년 간 북부의 야마모토군은 구사노씨가 통치 하였고, 남부 미즈마군은 지쿠고 15성의 필두인 야나가와 성 위주로 가마치씨가 통치했다.

### 성립
1587년 덴쇼 15년, 도요토미 히데요시에 의한 규슈 정벌 이후, 지쿠 3군 7만 5000석을 소유하게 된 모리 히데카네는 구루메 성을 개수해 성을 세웠다. 히데카네는 ‘하시바 구루메 시종’이라고 불리며 임진왜란의 전공으로 13만석까지 더 받게 된다. 그러나 세키가하라 전투 때 서군에 가담했기 때문에 다른 사람으로 교체된다.
세키가하라 전투 이후, 지쿠고 일국 32만 5000석은 다나카 요시마사의 영지가 되었다(야나가와 번 참조). 요시마사는 야가나와 성을 세우고, 구루메 성에는 아들인 다나카 요시노부를 앉혔다. 다나카 씨의 시대에 구루메 성 확장이 이루어졌지만, 1615년 겐나 원년의 일국일성령에 의해 파각되었다.
1620년, 2대 번주 다나카 다다마사가 병사하면서 대를 이을 아들에 의해 다나카 씨는 다른 사람으로 교체되었다. 그 영지는 분할되어 구루메를 포함한 지쿠 중부, 북부의 21만석은 아리마 도요우지의 영지가 되었다. 또한, 지쿠 남부에는 다치바나 무네시게의 야나가와 번(10만 9000석)과 다치바나 다네쓰구(무네시게의 조카)의 미이케번(1만석)이 성립되었다.

### 아리마 씨의 통치

#### 에도 시대 초기
1620년 겐나 6년, 단바국 후쿠치야마 번 8만석의 영주였던 아리마 도요우지는 한번에 13만석의 더 받아 구루메 21만석의 영주로 봉해졌다. 크게 늘어난 것은 오사카 전투의 공적으로 알려졌다. (또한 아리마 씨의 후손인 아리마 라이테는 “대단한 일도 없이 13만석이 늘어난 것은 불가사의했다”라는 취지의 발언을 했다)
도요우지는 하리마국의 아카마쓰 씨 서출 호족 아리마 노리요리의 차남으로, 도요토미 정권에서는 매형인 도토미국 요코스카 성주 와타라세 시게아키를 섬겼다. 그의 영지를 상속 받아 도요토미 히데요시 사후 아버지와 함께 도쿠가와 이에야스에 접근하여 이에야스의 양녀 렌히메(蓮姫)와 결혼했던 경력을 가지고 있다. 세키가하라 전투 이후 후쿠치야마에 늘어난 전봉과 아버지의 영지(미타 번)의 편입을 거쳐 구루메 이봉에 의해 일대에서 21만석의 다이묘까지 약진한 인물이지만, 동시에 다양한 출신을 가진 가신단을 가지게 되었다. 와타세 가에서 이어받는 ‘요코스카의 무리’, 아버지의 미타 번에서 물려받은 ‘우메바야시 공경 무리’, 도요우지가 후쿠치야마에서 거두었던 ‘단바 무리’, 그리고 구루메에서 새롭게 등용된 가신 등이 있었다. 이러한 파벌은 이후의 번 내 권력 투쟁의 기초가 되었다.
초대 영주 도요우지는 입봉 후 폐성으로 변해버린 구루메 성을 수축하며 성시를 정비했다. 조세를 늘이는 한편, 새로운 영지의 인심을 얻으려 노력했다.
1664년 간분 4년에서 1676년 엔포 4년에 걸쳐, 지쿠고강의 치수, 수리 사업이 시행되었고, 지쿠고 평야의 관개가 정비되었다. 쌀 증산을 목적으로 한 이 사업은 반대로 번의 재정을 압박하는 결과를 가져왔다. 제4대 번주 요리모토는 1675년부터 번사를 중용했다. 이미 1681년 덴나 3년에는 번찰(번에서 자체 발행하는 지폐) 발행을 했다. 또한 요리모토는 나아가 낭비를 절제하고, 비용 절약의 모범을 보였다.
제 5대 번주 요리무네 때 도요우지의 남자 직계가 끊이져, 하타모토 이시노 가(아카마쓰 씨 일문) 출신으로 하타모토 아리마 가(則頼의 넷째 아들로 시작하는 가문)를 잇고 있던 노리후사를 맞이하여 제6대 번주가 되었다. 노리후사는 요리모토 이후 계속되어 왔던 재정 재건을 위한 번정 개혁을 이어받아 이것이 주효해 겨우 호전되었다.

#### 에도 시대 중기
제 7대 영주 요리유키는 1729년 교호 14년에 16세의 나이로 가독을 이었고, 이후 54년 동안 영주의 자리에 있었다. 그는 세키 다카카즈 화산(일본 재래의 수학)의 대가이며, 수학 책 ‘습기산법’(拾璣算法) 전 5권을 저술한 다이묘 수학자로 유명하다. 그러나 번정에서는 1732년의 교호 대기근 때 운카(벼 멸구)에 의한 큰 피해를 입고 수많은 아사자를 냈다. 심지어 어전을 만들고, 막부의 명령에 의한 도카이도의 여러 하천 개수 보조에 따른 지출을 충당하기 위해 증세 정책을 취했기 때문에 영지민 6만명 규모에 달하는 반란을 일으키는 등 평탄한 통치를 이어가지 못했다.
제 8대 영주 요리타카는 스모를 사랑했고, 많은 선수를 고용하거나(라이덴 타에몬과 승부로 알려진 오노가와 기사부로와 지쿠 출신의 샤치호코 와사부로는 구루메 번의 전속이었다) 개를 애호하여 수집하는 등 자신의 취미생활에 심취하여 악화된 번의 재정을 돌보지 않았다. 한편, 요리타카의 통치 업적으로는 1783년 덴메이 3년에 학문소(번교)를 열고 문교의 융성을 도모한 점을 들 수 있다. 학문소는 덴메이 7년(1787년)에 ‘수도관’(修道館)이라고 명명했지만, 간세이 7년(1795년)에 소실되었다. 카바시마 세키료 등의 노력에 의해 1796년에 재건된 번교는 새롭게 ‘아키요시도’(明善堂)라고 명명되었다. 아키요시도는 마키 야스오미 등의 인재를 배출했고, 오늘날의 후쿠오카 현립 아키요시(明善) 고등학교로 연결되었다.

#### 막말
제 9대 영주 요리노리 또한 취미에 심취하여 번 재정을 악화 시켰고, 1832년 덴포 3년에는 카메오구미의 민란이 발생했다.
1844년 제 10대 영주가 된 요리토는 번정 개혁을 도모하다가 병으로 쓰러져 1846년 재위 2년 만에 요절한다. 요리토가 개혁 추진을 위해 기용한 유망한 젊은 무사는 마키 야스오미의 영향을 받지 미토학(덴포학)을 받드는 ‘덴포학련’라 불리는 사람들이었으며, 후의 번정에 큰 역할을 하게 된다. 그러나 요리토의 후계자 문제를 계기로 ‘덴포학련’은 ‘내 동지’ 집단과 ‘외부지’ 집단으로 분열되었고, 막말부터 메이지 유신에 걸쳐 유능한 인재를 소모하게 된다.
요리토오의 동생인 제 11대 영주 요리시게의 시대에 구루메 번은 막부 말기를 맞이한다. 번정 개혁을 둘러싼 대립과 ‘덴포학련’의 항쟁은 막부 말기의 정치 문제와 결부되어 치열한 권력 투쟁이 이루어졌다. 1852년 가에이 5년에 번 내의 존왕양이파(마키 야스오미가 지도하는 ‘외동지’ 집단)가 실각하고, 마키 야스오미가 칩거 처분을 받는 등 존왕양이 파가 탄압을 받았다. 구루메 번의 번론의 대세는 사바쿠, 공무합체파(문벌파와 ‘내동지’ 집단)이 차지하면서 개혁 노선을 취했고 지쿠고강 하구에 와카쓰 항(현 오카와시)을 정비해 ‘유히마루’(雄飛丸) 등의 서양식 선박을 매입, 여러 번 중에서 최고의 해군을 창설했다.
그러나 1868년 게이오 4년에는 대정봉환을 받아들이는 형태로 존왕양이파가 복권하고, 좌막파의 수뇌부를 배제하고 숙청했다. 보신 전쟁이 시작되면서 신정부군 측에 참전했다. 그러나 메이지 정부의 ‘개국 화친’ 노선에 불만을 품은 구루메 번의 양이파 정권은 1871년에 니쿄 사건(二卿事件)이라는 쿠데타 미수 사건에 관여한 메이지 정부의 명령을 받은 구마모토번성을 점거하는 구루메 번난 사건(久留米藩難事件)을 일으킨다.
1871년 메이지 4년 7월, 폐번치현에 의해 구루메 번은 폐지되어 구루메 현이 되었고, 같은 해 11월에 미즈마 현(三潴県)에 편입되었다. 1876년 후쿠오카현의 일부가 되었다.
1884년, 화족령 공포에 의해 아리마 당주 아리마 요리쓰무(有馬頼萬, 선대 당주 아리마 요리쿠니(有馬頼匡)의 동생)는 백작이 되었다. 또한 나중에 요리쓰무의 동생 요리카즈(頼多)가 분가하여 남작가를 창설했다.

## 역대 번주

### 고바야카와가
- 13만석 : 모리 히데카네

### 아리마가
도자마 다이묘 21만석
1. 아리마 도요우지(豊氏)
2. 아리마 다다요리(忠頼)
3. 아리마 요리도시(頼利)
4. 아리마 요리모토(頼元)
5. 아리마 요리무네(頼旨)
6. 아리마 노리후사(則維)
7. 아리마 요리유키(頼徸)
8. 아리마 요리타카(頼貴)
9. 아리마 요리노리(頼徳)
10. 아리마 요리토(頼永)
11. 아리마 요리시게(頼咸)

## 지번

### 마쓰자키번
마쓰자키 번(松崎藩)은 에도 시대 전기에 16년 간 존재한 구루메 번의 지번이다. 번청은 지쿠 국 미하라 군 마쓰자키(현재 후쿠오카현 오고리시 마쓰자키)의 마쓰자키 진야에 설치되었다.
1668년, 아리마 요리도시(구루메 번 제 3대 번주)의 유언에 따라 아리마 도요스케(구루메 번 제 2대 번주 아리마 다다요리의 양자)에 미하라 군 내 19개 마을 1만석이 분배 되어 번을 세웠다. 도요스케는 마쓰자키 가도(사쓰마 가도의 일부)를 개설 조카의 마쓰자키 숙소를 정비하는 등 번정에 힘썼다. 그러나 조쿄 원년(1684년), 도요스케는 누나의 남편인 무쓰국 구보타 번주 히지카타 가쓰타카의 후계자 문제에 휘말려 친족으로서 해결 노력을 기울이지 않았다고 하여 개역되었다. 옛 영지는 막부 직할령이 된 후, 겐로쿠 10년 (1697년)에 구루메 번에 반환 되었다.

## 같이 보기
- 폐번치현

## 참고 문헌
- 『藩史総覧』 児玉幸多・北島正元/監修　新人物往来社, 1977년
- 篠原正一『久留米人物誌』久留米人物誌刊行委員会、1981년
- 『別冊歴史読本24 江戸三百藩 藩主総覧 歴代藩主でたどる藩政史』新人物往来社、1997年 ISBN 978-4404025241
- 中嶋繁雄『大名の日本地図』文春新書、2003年 ISBN 978-4166603527
- 八幡和郎『江戸三００藩 バカ殿と名君　うちの殿さまは偉かった？』光文社新書, 2004년 ISBN 978-4334032715
- 林洋海『シリーズ藩物語 久留米藩』現代書館, 2010년 ISBN 978-4768471180